# Fort Point

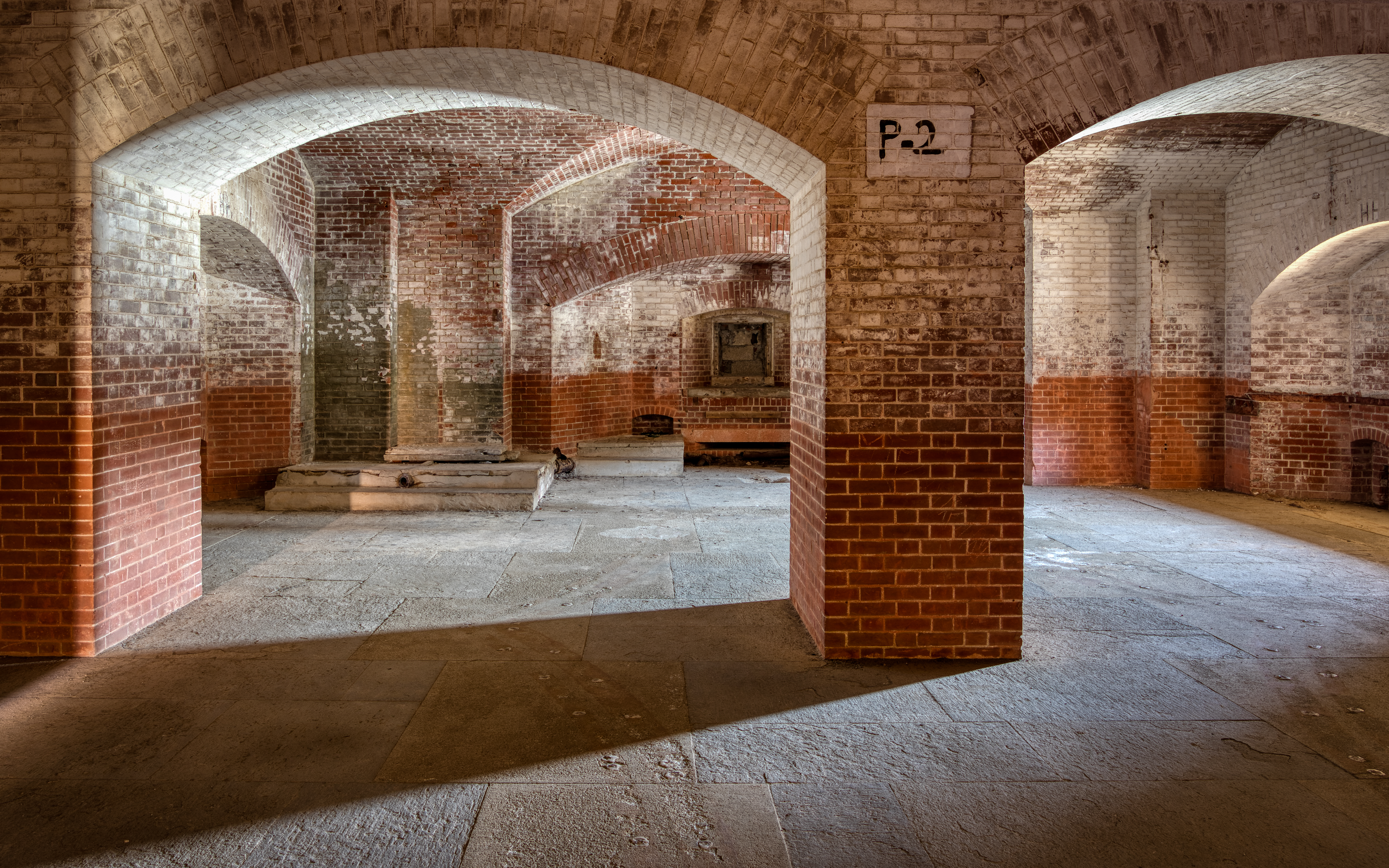
Casemate à Fort Point. Septembre 2019.

Fort Point est un lieu situé au sud de l'entrée de la baie de San Francisco. C'est là que, durant la guerre de Sécession, fut construit un fort militaire destiné à protéger le passage du Golden Gate de l'invasion de flottes ennemies. En effet, l'idée d'une attaque par les forces confédérées en vue de la prise du port de San Francisco était à l'époque considérée comme probable. Le fort est désormais devenu un monument historique administré par le National Park Service, et fait partie du Golden Gate National Recreation Area.

## Apparitions
- Dans Vertigo d'Alfred Hitchcock, le personnage de Madeleine, interprété par Kim Novak, se jette dans l'océan depuis Fort Point.
- Toute la fin du film The Man who cheated himself de Felix Feist (1950) est entièrement tournée autour et à l'intérieur de Fort Point.
- Dans l'épisode Au milieu des étrangers de la série Les Rues de San Francisco en 1972, la scène finale se passe dans ce lieu.
- Jeu vidéo : Grand Theft Auto: San Andreas (2004) : Le Fort Point y est présent, devenu une boîte de nuit sous le nom de Jizzy Pleasure Domes.

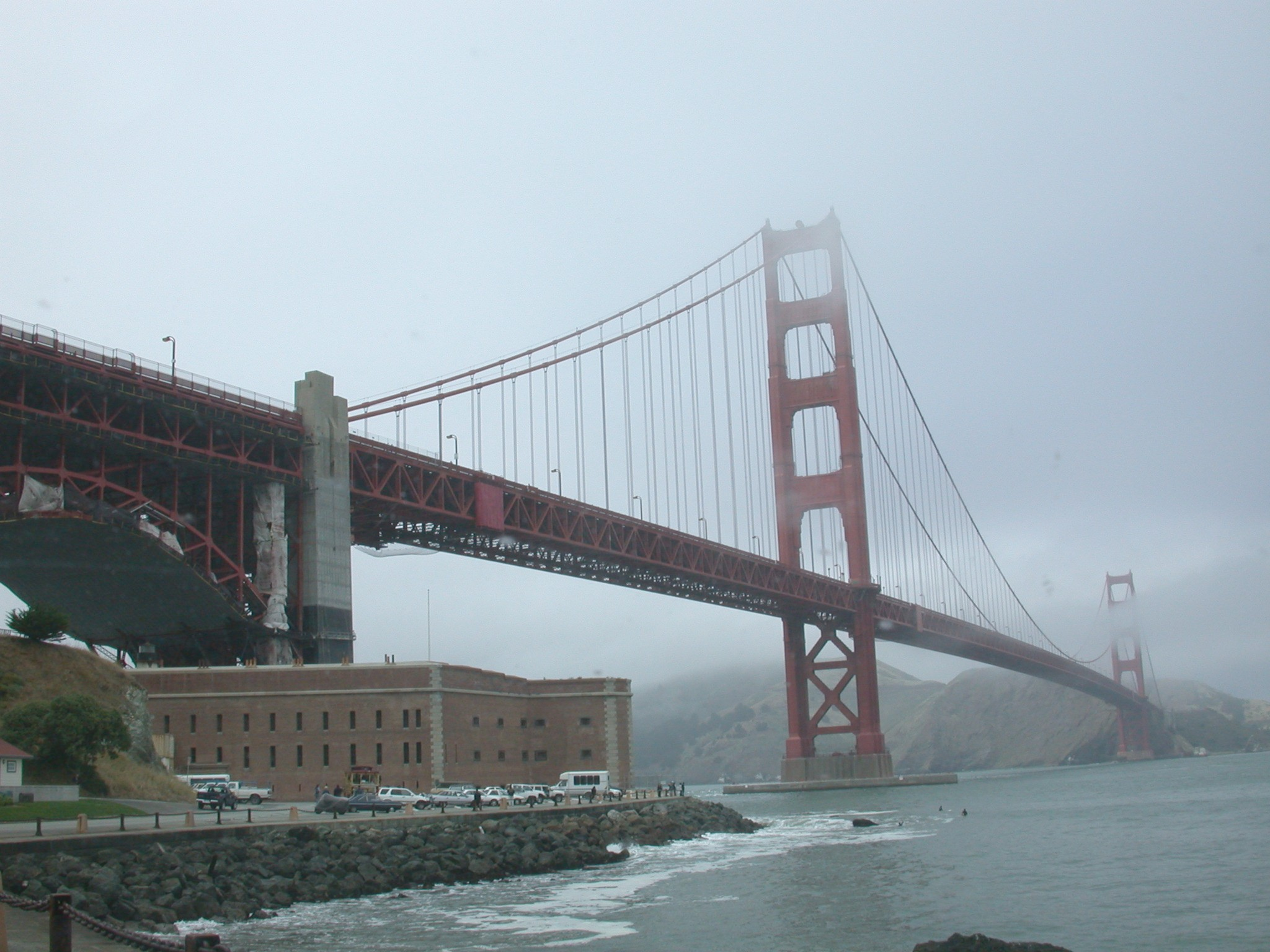
Fort Point est situé en dessous du célèbre pont : le Golden Gate Bridge.

- Jeu vidéo : Watch Dogs 2 (2016)